# マリオ&ルイージRPG
『マリオ&ルイージRPG』（マリオ アンド ルイージ アールピージー、Mario & Luigi: Superstar Saga）は、任天堂より2003年11月に発売されたゲームボーイアドバンス用アクションRPG。スーパーファミコン版「スーパーマリオRPG」の流れを汲む作品で、マリオ&ルイージRPGシリーズの第1作。
本項ではニンテンドー3DSリメイク版『マリオ&ルイージRPG 1 DX』についても記述する。

## 概要
マリオ単独で冒険に出ていた従来作と異なり、マリオとルイージを同時に操作し、兄弟のコンビネーションによって攻略していく点が本作の大きな特徴となっている。『スーパーマリオRPG』から分化したマリオシリーズの携帯機向けロールプレイングゲームとして制作された作品で、アルファドリームや音楽の下村陽子など、かつての『スーパーマリオRPG』開発スタッフが中心となり開発された。
アクション要素の占める比率が『スーパーマリオRPG』や『ペーパーマリオ』シリーズよりも高いのが特徴である（詳細は後述）。
単独主演ではないが、ルイージにとっては『ルイージマンション』に続く2つ目の主要出演タイトル作品となった。なお、本シリーズはマリオ・ルイージ共に台詞を発することがなく、『スーパーマリオRPG』同様にオーバーな身振り手振りによるジェスチャーによって感情や態度を表現する。
その他、『マリオブラザーズ』をおまけゲームとして収録しており、GBA版では『スーパーマリオアドバンス』シリーズも含めて4人までの通信プレイが可能（後述）。
本作以降も携帯ゲーム機向け作品としてシリーズ化している（シリーズ概要はマリオ&ルイージRPGシリーズを参照）。
2017年6月14日のE3で、リメイク作品として『マリオ&ルイージRPG 1 DX』をニンテンドー3DS用ソフトとして開発していることが明らかになった（詳細は後述）。

## ストーリー
ピーチの元にやって来たマメーリア王国の親善大使。ところがそれは魔女ゲラゲモーナが化けた姿であった。魔女に声を奪われたピーチは喋る言葉全てが爆発するバクダン声になってしまう。
声を取り戻すため冒険に出かけるマリオと、なりゆきで付いて行くはめになったルイージ。そしてバクダン声のピーチではさらうこともできないとクッパも協力してマメーリアに向けて出発する。
ゲラゲモーナは何のために声を盗んだのだろうか? それはある目的のためであった。

## ゲームモード

### マリオ&ルイージRPG
本作のメインモード。ストーリー本編を遊ぶことができるモード。ゲームボーイプレーヤーで遊ぶとコントローラの振動機能を使うことができる。

### MARIO BROS.
『スーパーマリオアドバンス』シリーズと同様、最大4人まで対戦することができるモード。『マリオブラザーズ』を遊ぶことができるバトルモード（対戦）とクラシックモード（協力）があり、バトルモードはマルチプレイと1カートリッジプレイに対応しているが、クラシックモードはマルチプレイにしか対応していない。バーチャルコンソール版は通信プレイができない。

### オプション
スリープコマンドと振動の有無を設定する。また、オートスリープを「あり」に設定すると、『MARIO BROS.』をプレイ中に1分間ボタン操作をしないとスリープ状態になる。上から2番目の項目「しんどう」は、ゲームボーイプレーヤー使用時のみ選択可能で、「あり」で『マリオ&ルイージRPG』をプレイすると振動機能を使用できる、『MARIO BROS.』での振動は無い。

## システム
コマンド選択式RPGのシステムを踏襲しつつアクションゲームであるマリオシリーズの特性を活かしている点はSFC版『スーパーマリオRPG』同様であるが、そちらにくらべてアクション性の比重がより高められており、「マリオとルイージの2人を操って攻略する」という点が本作独自の特徴となっている。フィールドやダンジョン含め、様々な場面でマリオとルイージの持つ特殊アクションを駆使し、兄弟同士で協力しあいながら進んでいく。2人がバラバラになるシーンもあり、その際はスタートボタンで操作するキャラクターを随時入れ替えながら進んでいく。
豊富なアクション性を生かした謎解き要素がふんだんに用意されているが、ヒントも多く用意されているため、プレイに詰まってしまうようなことは少ない。アイテムの落ちている場所や、しなくてはならないアクションは、画面左上にボタンが表示され、最初は逐一説明が入るなど、チュートリアルが丁寧で、取っ付き易い作品となっている。戦闘場面では、タイミングに合わせてボタンを押すことで、攻撃力アップ、防御行動ができる。
フィールド上で敵に接触するとバトルとなる。この際、ジャンプまたはハンマー、ハンドのアクションで敵シンボルを攻撃すればその技による先制攻撃ができる。ただし、一部の敵に対しては無効化されたり、逆にダメージを受けてしまうこともある（トゲゾーにジャンプで攻撃した場合など。ただし、「トゲキラー」系バッジ装備によって有効化できる）。逆に後ろにいるキャラクターに接触されるとこちらが先制攻撃され、接触されたキャラクターがしりもちをついた状態でスタートしてしまう。しりもちをついているキャラクターは敵から攻撃を受けるか、自分のターンが回ってくるまで一切の行動が取れなくなってしまう。また、マリオ、ルイージの片方のHPが0になり戦闘不能に陥ると、自分の行動が終わった次のターンで倒れた相手を背負うため、その分重くなり動きが鈍くなって回避アクションが取りづらくなり戦闘からも逃げにくくなる。逃げる際は、キャラクターに対応するボタンを連打する必要があり、コインが一定数失われる。相手のレベルが高いほど逃げにくく失うコインも増え、さらに連打が不十分な場合は転んでコインをいっぺんにばら撒いてしまう。
敵を倒すと、街で使用するコインや経験値が入手できる。決められた経験値をためると、レベルアップし能力値が上がる。さらにBONUSとして、ルーレットによりどれか一つの能力値を上げられる。能力値はHP（体力）、BP（ブラザーポイント。バトル時にブラザーアクションを行うのに必要）、POW（攻撃力）、DEF（防御力）、SPEED（すばやさ。行動順が早く回る）、HIGE（ヒゲ。バトルでLuckyが出やすくなり、ショップでの買い物がお得になる）の6つ。なお、あまり上げていないステータスほど、ルーレットで大きい数が出やすく、同じものばかり上げていると、1や2程度しか出ない（さらに上げすぎると0も出てくるようになる）。
戦闘不能はバトルが終わるとHP1の状態で回復する。また、ボス戦の場合、バトル終了後に戦闘不能になったキャラクターは復活し、減少したHP、BPも全回復する。2人とも戦闘不能に陥った場合はゲームオーバーとなり、最後にセーブした地点またはマメーリア城のどちらかを選んで再スタートとなる。城からの場合、HPおよびBPは最大値の3分の1に減った状態でスタートする。

### アクション
ジャンプ
言わずと知れた兄弟の得意技。最初から行えるアクションで、最も使用頻度が多い。
ハンマー
ハンマー職人のカナンとズッチにハンマーを作ってもらうとできるアクション。主に障害物の破壊に使う。ストーリーが進むとカナンとズッチにハンマーをパワーアップしてもらうことができるようになり、破壊可能な障害物が増えていく。なお、本作のハンマーはフィールドとバトルとでは大きさが異なる。フィールドでは軽々と持てるサイズだが、バトルになるとカウンターをすると最後まで持てないくらい重くなる。
ファイアハンド（バトルでは「ハンド」）
ファイアマスターに教わるとできるようになるアクション。マリオのみ習得できる。手から火の玉を出す。
サンダーハンド（バトルでは「ハンド」）
サンダーマスターに教わるとできるようになるアクション。ルイージのみ習得できる。手から雷の玉を出す。

#### ブラザーアクション
兄弟2人で行う協力アクション。2人の並び順を入れ替えることで様々な行動が可能。基本的にそれぞれのキャラクターのアクションはボタン1つで行える。バトルでのコマンド「ブラザーアタック」では、これらを活用することが多い。
スピンジャンプ
マリオが後ろからルイージの上に飛び乗り、回転ジャンプする。旋回しながら短時間、自由に空中移動でき、大きな穴などを越えられる。続編『マリオ&ルイージRPG2』では本作とは逆にマリオの上にルイージが後ろから飛び乗るが、『3!!!』と『4』では本作と同じく、マリオが後ろからルイージの上に飛び乗る。
ハイジャンプ
ルイージが後ろからマリオの上に飛び乗り、弾みをつけてジャンプする。通常のジャンプよりも高く飛び上がることができる。
チビマリオ
ルイージがマリオを後ろからハンマーで叩いて背丈を半分ほどに縮める。壁の穴などの隙間に潜り込める。この場合、2人は別行動となる。もう1回ハンマーで叩くか、敵に触れると元に戻る。この状態のみ、地面に物が埋まっている場合、マリオの頭上に「!」が現れる（大・小の2つがあり、大の場合は埋まっている場所の真上に、小の場合は埋まっている場所から周囲1マス以内にいると現れる）。後に『3!!!』と『4』でこのアクションは再登場した。
もぐルイージ
マリオがルイージを後ろからハンマーで叩くと地面に潜る。地中のアイテムを取ったり、柵などの障害物を無視して進めたりする。Aボタンを押すと地面から出る。柵などをくぐると別行動になる。地面が金属や網の場合は潜ることができない。
タルイージ
ルイージの上にたるを落とすか、前述のもぐルイージ状態で地面からたるの下に出るとルイージがたるに入る。ルイージは移動しかできないうえに、移動スピードが遅くなるが、マリオが上に乗っているときを除いていつでもAボタンでたるを壊せる（たるは、画面を切り替えてから戻ると復活する）。マリオは、たるを踏み台にすることもでき、これを利用して高い位置にあるスイッチも押せる。また、フィールド上で特定の飛び道具を跳ね返す効果もある。
ダッシュ
マリオが後ろからルイージにファイアハンドを使う。熱さに耐え切れない勢いで猛スピードでダッシュし、素早く移動したり物に体当たりして動かしたりできる。
感電移動
ルイージが後ろからマリオにサンダーハンドを使う。向いている方向を変えずに2人で密着して移動できるようになる。
チビマリオから下のアクションは、教わっていない状態で使おうとすると、前の人が怒る。
なお、「チビマリオ」時に「ハイジャンプ」を使用してルイージがマリオの上に来た瞬間マリオがジャンプすると、ルイージの股間を叩いてしまい、ルイージの体力が2ポイント（3DS版では4ポイント）減少する代わりに1コイン手に入る。これは『スーパーマリオブラザーズ』の小ネタ「キンタマリオ」のパロディである。

### バトル
タイミングを合わせてボタンを押すことで、攻撃力アップ（アクションコマンド）や回避行動が取れる。ジャンプ回避のとき、一部の攻撃（主に体当たりなど）はボタンを押すタイミング次第では敵を踏み返すカウンター攻撃もできる。ハンマー防御時は、ハンマーをずっと構えていると、ハンマーの重さに耐え切れなくなって落としてしまい（あるアイテムを装備すると構え続けることができるようになる）、少しの間、ハンマーを出せなくなってしまう。ハンマーで防御する攻撃は、タイミングに関係なくカウンター可能なものはすべてカウンター攻撃になる。
また、空を飛ぶ敵の場合、地上に落とすまでハンマーとハンドは全て無効となる。また、フィールド上も含めトゲの生えた敵を踏みつけると、特定の装備をしていない限り逆にこちらがダメージを受ける。一部の敵は特定の攻撃に対して耐性を持ち、ダメージを1にしてしまう。ハンドパワー習得以降、敵にファイア属性・サンダー属性を持つものが出現し、反対属性のハンドで大ダメージを与えることができるが、同じ属性のハンドを当てると、回復となってしまうことがある。
戦闘から逃げる際は、「逃げる」コマンドを選択した後、マリオ、ルイージに対応したボタンを一定量、連打する必要があり、この際、一定量のコインを落としてしまう。強敵相手ほど逃げるのに時間がかかり、落とすコインの量も増える。

#### 状態異常
状態異常とは、マリオたち（敵も含む）が、敵の攻撃を受け、不利な状態になってしまうこと。一定ターン経過する、HPが0になる、戦闘が終わる（行動ができる場合、逃げても同じ）、アイテム「リフレッシュハーブ」を使用する（ころび・戦闘不能を除く）と回復する。
状態異常は、以下の種類がある。
どく・もうどく
顔の色が白（もうどくは紫）っぽくなる。行動はできるが、毎ターンダメージを受ける（ダメージ量はランダム）。どくよけ効果付きのウェアを装備すると、どくになる確率が下がる。
目回し
目が回って回避を含む一切の行動ができない。フィールド上で敵をハンマーで殴って戦闘に入ったり、ルイージのタイフーンブロス（アドバンスコマンド）を当てると敵が目回しになることがある。目回し効果を持つ攻撃をする敵もいる。
ころび
しりもちをついてしまい、攻撃を一回受けるか自分のターンが回ってくるまで、一切の行動が取れない（リフレッシュハーブでも回復できない）。後ろ側のキャラクターと敵が接触すると、戦闘開始直後からころび状態になってしまう。
ステータスダウン
攻撃力・防御力・スピードのいずれかが一時的に下がってしまう。この状態異常はマリオとルイージの残りHP・BPが書かれている所に表示される。
敵に対してはルイージのサンダーブロスを通常コマンドで当てると防御力ダウン、アドバンスコマンドで当てると攻撃力ダウンがランダムで起きる。サンダー属性を持つ敵はサンダーブロスによるステータスダウンにならない。
重力変化
アップとダウンの2つが存在し、攻撃時にアクションコマンドのボタンを押すタイミングがずれ、攻撃しづらくなる。なお、アイテム「レッドペッパー」を使用すると意図的に重力アップさせて攻撃力を一時的に上げることができ、「グリーンペッパー」を使用すると、重力ダウンさせて防御力を一時的に上げられる。ウェアの中には、重力効果（アップ・ダウン・ランダムの三種類）を持つものも存在する。なお、重力アップ状態で、重力ダウンされると、ダウン状態にならず、通常になる。
やけど（敵のみ）
マリオのファイアハンド（ファイアブロス）を当てるとたまに頭に火がつき、毎ターンダメージを受ける。ファイア属性を持つ敵はやけどにならない。
戦闘不能
マリオ、ルイージのいずれかのHPが0になり、倒れてしまった状態。戦闘中は1UPキノコを使用しないと復帰できない。2人とも倒れた場合はゲームオーバーとなる。
上述の通り、どちらかが戦闘不能になると動けなくなった相手を残った側が背負ってかばうようになるため、敵の攻撃を回避し難くなる上、戦闘からも逃げにくくなるなど不利な状況になる。
通常戦闘においては戦闘終了後にHP1の状態で回復し、ボス戦の場合はHP、BP含めて全回復する。

#### ブラザーアタック
ブラザーアクションを覚えることで使えるようになるバトル時のアタック。BP（ブラザーポイント）の値に応じて、兄弟を利用した強力な攻撃ができるようになるが、1人での行動時や片方が戦闘不能、目回し、転びなどの行動ができない状態のときは、使うことができない。フィールドでの新たなブラザーアクションを覚えるか、スーパー・ウルトラハンマー獲得後に入れるドッスンのミニゲームで入手することで、最終的には兄弟それぞれ四つの攻撃法が取得できる。
各ワザにはレベルが1〜3まであり、ワザを選ぶときに設定できる。レベルが低いと、BPの消費が大きくダメージも低いが成功しやすく、レベルが高いとBPの消費が少ない上に攻撃力も高いが失敗しやすい。レベル1では、ボタンを押すタイミングでスローモーションになるが、レベル2で、スローモーションが無くなり、レベル3で、ボタンサイン（Aや、Bのサイン）が無くなる。
何度かブラザーアタックを成功させると、「アドバンスコマンド」を閃く。それ以降は、さらに強力なアドバンスコマンドが使用できる。画面に「!」マークが現れる（レベル1・2のときに出現する）タイミングで、いつもとは違うコマンドを入れる（大半のものは普段、A（B）ボタンを押すところでB（A）ボタンを押す）とアドバンスコマンドが発動する。なお、アドバンスコマンドはどのレベルでも使うことができる。また、アドバンスコマンドを覚えたワザには、ワザの名前の横に「Adv!」が表示される。3DS版ではアドバンスコマンドを閃くと「DX」技が追加され、本来の技とは別の技として使用可能になる。
マリオが使えるブラザーアタック
スプラッシュブロス
スピンジャンプを習得すると使用可能。ルイージがマリオを投げあげて下から突き上げ、1体となって敵1体を踏みつける。
スプラッシュブロス（アドバンスコマンド）/スプラッシュブロスDX
マリオがルイージに突き上げられてスピンジャンプで敵1体を踏みつける。トゲ付きの敵にも有効。
スイングブロス
スーパーハンマー獲得後、ドッスンのミニゲームで習得。マリオがルイージをジャイアントスイングで敵1体に投げつける。
スイングブロス（アドバンスコマンド）/スイングブロスDX
ルイージをジャイアントスイングで敵1体に投げつけた後、マリオとルイージが一体となりスピンドリルで攻撃し、敵が持っているアイテムを奪う。なお敵が落とすアイテム(通常のドロップで入手)､盗むアイテム(ゲームボーイアドバンスSP装備で入手)両方を持っている場合､どちらかランダムで奪う｡
チョッパーブロス
もぐルイージ習得後に使用可能。ルイージを地面に潜らせ、地中から飛び出してマリオを突きあげ、落下しながら回転ハンマーで敵1体を連続攻撃する。
チョッパーブロス（アドバンスコマンド）/チョッパーブロスDX
マリオがルイージをハンマーでたたいて地面に潜らせ、地中から敵を突きあげる。空を飛んでいる敵には無効。GBA版ではレベル2以上でアドバンスコマンドを発動すると、コマンド入力失敗まで攻撃が持続し続ける。3DS版では最大8回まで攻撃可能。
ファイアブロス
ダッシュ習得後に使用可能。ファイアボールをルイージに投げ、ルイージがハンマーで打ち返して敵1体にぶつける。確率でやけど状態付与。GBA版では1個ずつパスするが、3DS版ではパスせずファイアボールを連打してまとめてから打ち返し、連打数だけランダムに攻撃する。
ファイアブロス（アドバンスコマンド）/ファイアブロスDX
GBA版では1個ずつパスして炎をため、最後にマリオが空中から敵1体に投げつける。3DS版ではパスせず連打で炎をまとめてからルイージがトスし、マリオが投げつける。確率でやけど状態付与。
ルイージが使えるブラザーアタック
バウンドブロス
ハイジャンプ習得後に使用可能。スプラッシュブロスと同様の単体への踏みつけ攻撃だがマリオがルイージを突きあげ、上下が逆になる。
バウンドブロス（アドバンスコマンド）/バウンドブロスDX
ルイージがマリオに乗り、一体となってジャンプした後、分裂して敵2体を踏みつける。単体の時は同じ敵に攻撃する。
ノックバックブロス
チビマリオ習得後に使用可能。マリオをルイージがハンマーで叩き、丸まったマリオをハンマーで飛ばし敵1体にぶつける。
ノックバックブロス（アドバンスコマンド）/ノックバックブロスDX
ノックバックブロスを連続で行う。GBA版ではレベル2以上のアドバンスコマンドにより無限継続可能。3DS版では最大5回になり、最後はハンマー縦ふりで叩く。3DS版でのみ途中で対象が倒れるとターゲットが変更される。
タイフーンブロス
ウルトラハンマー獲得後、ドッスンのミニゲームで習得。マリオがちびマリオになり、高速回転。その後ルイージがマリオの上に乗り、回転ハンマーで敵1体を何度も攻撃する。ブラザーアタック発動中でも手動で攻撃対象を変更できる（攻撃対象を倒すと自動で攻撃対象が変わる）。
タイフーンブロス（アドバンスコマンド）/タイフーンブロスDX
タイフーンブロスの回転ハンマーの回転が止まった後、ちびマリオが元のマリオに戻り、マリオがルイージごとハンマーを縦に振って追加攻撃する。確率で目回し効果を付与。
サンダーブロス
感電移動習得後に使用可能。サンダーボールを持ったルイージがマリオを踏み台にして飛び上がり、上から雷を落として敵全体を攻撃し、確率でDEFを下げる。
サンダーブロス（アドバンスコマンド）/サンダーブロスDX
雷を纏ったルイージをマリオが叩いて地面に潜らせ、敵1体を真下から雷とともに突き上げて攻撃し、確率でPOWを下げる。

## 登場キャラクター

### 主要キャラクター
マリオ
キノコ王国のスーパースター。ピーチ姫がクッパにさらわれると聞いて駆けつけるが、なりゆきからマメーリア王国へルイージとともに冒険に旅立つこととなった。途中で樽に閉じ込められたり、無敵キノコを食べたことでマメ熱にかかり、一時的にバトルに参加できなくなる。クッパとは長い付き合いのため、クッパ城のことならクッパの部屋からトイレの場所まで知り尽くしているらしい。
ステータスはルイージよりPOW、SPDが高く、先制攻撃などでその強さを発揮する攻撃重視型のキャラクターである。一方でDEFはルイージより低く、装備やプレイヤーの回避アクションによって補うこととなる。今作のみルイージよりジャンプ攻撃の威力が高い。
ルイージ
マリオの双子の弟。今回もいつものように留守番を決め込んでいたが、クッパの勘違いで無理矢理冒険に連れ出された。やや臆病な所があるものの、その実力はマリオに引けを取らないが、有名人のマリオと比べギャグシーンが多いのも特徴で、彼に関わるギャグや仕打ちが本作では極端にひどいものが多い（続編を含めても特に本作では顕著である）。また、ばらばらになって行動するパートでは、マリオ1人より、ルイージ1人で冒険するシーンが多い。
ステータスはマリオよりHP、BP、DEFが高いため、マリオと比べて防御アクションを失敗しても戦闘不能になりにくくサポート役にも最適だが、POWやSPDが低いためマリオに比べてダメージを与えにくい。以降のシリーズでも、ルイージのステータスの傾向はあまり変わらない。今作のみマリオよりハンマー攻撃の威力が高い。
ピーチ姫
キノコ王国のお姫様。ゲラゲモーナに自身の声を奪われてしまうが、後にその時の真相が明らかとなり、奪われた声がキャサリンのものと判明する。マメラ女王によると、伝説の「スタービーンズ」をその歌声で目覚めさせることのできる、清らかな心の持ち主であるという。
キノじい
ピーチの側近。奪われてしまったピーチの声を取り戻すよう、マリオたちに依頼する。また、マリオたちに「スーツケース」をくれる。
クッパ
マリオの宿敵。いつものようにピーチをさらいにやって来たが、ピーチの声がバクダン声のままでは自分のクッパ城が破壊しかねないという理由でマリオたちと協力し、騒動の黒幕である魔女ゲラゲモーナを倒そうとする。なお、『マリオ』シリーズでクッパがマリオの仲間になるのが本作で2回目。マリオたちを愛機「カメジェット」に乗せ共にマメーリア王国へ向かうが、ゲラコビッツの襲撃に遭いカメジェットが墜落。その先で大砲にはまって発射されてしまい行方不明となる。その後、中盤に記憶喪失となってパーニョの子分になったり、ストーリー中盤でゲラゲモーナに体を乗っ取られ「ゲラクッパ」と化す。最終的には城を爆破されて吹き飛ばされてゲーム画面に激突するなど、今作ではルイージ以上に不憫な扱いを受けている場面が多い。
『マリオ&ルイージRPG 1 DX』では記憶喪失になった原因が明らかになり、パーニョの子分になった経緯も描かれている。
キノピオ
キノコ城の家臣たち。ピーチの一大事をマリオに知らせに駆けつける。ほとんどはキノコ王国の住人であるが、マメーリア王国に移住したキノピオも存在する。
マメック王子
マメーリア王国の王子。母マメラ女王の指示の下、ゲラゲモーナの企みを阻止するため単独行動していた。登場シーンでは必ずまばゆい光を浴びながら格好を付けたポーズをとる（プスラノドン曰く「無駄に輝くこの人」）ナルシスト風な人物。卓越した剣技の持ち主で、アハハ・アハデミーにいたゲラコビッツを所持するレイピアで吹っ飛ばした。ゲラゲモーナがピーチ姫の声を奪いにいくことを事前にキノコ王国に伝えたり、終盤マメーリア王国が再度襲われた際は単独でピーチ姫をリトルキノコへ避難に導くなど、王子としての風格や責任感と行動力も持ち合わせた聡明な人物である。決めポーズの際に笑い声はアルファドリームの野口暁（本作のグラフィックデザイナー）が担当している。
マメラ女王
マメーリア王国の女王で、マメック王子の母。
登場当初はゲラゲモーナによってゲゲララ虫を飲まされ化け物の姿に変えられていた。ジャンプするとマリオブラザーズが跳ねるほどのかなり肥満体で豪快な性格だが、息子同様に指導者として申し分ない器を持つ聡明な人物。マリオ兄弟によって救われた後、様々な情報を与えて一行をサポートする。
エンディングでは豪華な杖やマントなどを付けた姿で登場し、帰国するマリオたちに事件解決の感謝とともに、キノコ王国とより一層の交流を深めることを誓った。
クリボー（クリボー隊長）
シリーズ恒例のザコキャラクターだが、『マリオ&ルイージRPG 1 DX』の「クッパ軍団RPG」では主人公を務める。最高幹部であるクッパ7人衆に見下されるほど弱いがクッパへの忠誠心は誰よりも強く、それと同じぐらいマリオを敵視している。マリオたちに捕まり、タルに閉じ込められるがカメジェットの爆発でウフマウンテンに迷い込み、空へと吹き飛ばされたクッパを助けるため、勇気を振り絞って戦う。
『3DX』では彼とヘイホー隊長、テレサ隊長、ノコノコ隊長の4人は「隊長カルテット」というチーム名が付いている。

### 味方キャラクター・イベントキャラクター
星かげ兄弟
星くずヶ原に住む兄弟で、黄色い☆の形をした床から登場する。赤と緑のキノピオがサングラスのようなものをかけた姿。赤いほうが「星かげぐんそう」。緑のほうが「星かげ大将」。ブラザーアクションとブラザーアタックを教えてくれる。その後は、後述のホッスィーによる騒音で嫌気が刺して登場し、その腹いせに傍にあったクッパがはまった大砲に火をつけて発射させてしまう。
ハンマーブロス
星くずヶ原にあるキノコ王国とマメーリア王国の国境を監視している2人組。ミニゲーム「コッキョージャンプ」の主催者。
ホッスィー
星くずヶ原に住む怪物で、自称「大魔王ホッスィー」。見た目とトゲ鉄球を投げる攻撃からガボンの一種だとわかる。あくどい性格でコインにうるさく、大砲にはまったクッパの恥ずかしい姿を世間にバラそうとしたり、約束通りコインを集めたのにもかかわらず約束を破った。後にマリオブラザーズはマメ兵士に進行を止められるが、2人の実力を認めて事情を説明した。
ウフ族
古代ウフ文明の子孫といわれている民族。ウフ村に住んでおり、サボテンとハニワを足して2で割ったような姿をしている。ウフ村以外にも、リトルキノコなどにも登場する。
カナンとズッチ
ウフ村に住むハンマー職人。ストーリーの途中でマメーリア王国の東のエリアに引っ越す。マリオブラザーズに「オホホブロック（『DX』ではオホホロック）」で作ったハンマーを授ける。ハンマー職人だけあって、ハンマーのような体をしている。ウフマウンテンのふもとではマリオブラザーズに自ら向かい、バトルでのハンマーの使い方についても教える。
『マリオ&ルイージRPG 1 DX』の「クッパ軍団RPG」ではハンマーブロスと意気投合する。
ウフロス
ウフマウンテンの石像。古代ウフ文明の古代兵器。マリオブラザーズに試練を与える。
プスラノドン
ウフ村に住む翼竜。マメック王子の後を追って、ウフマウンテンの頂上に行き、そこでオホホラゴンの卵（マメック王子がゲラゲモーナによって恐ろしい姿に変えられて閉じ込められた石）を温めていた。その後はウフ村におり、頼むとウフマウンテンの頂上まで運んでくれるが帰りは徒歩になる。終盤はクッパ城へ突入するための重要な人物になるが、そこまで物語が進行するとウフマウンテン頂上までは連れて行ってくれなくなる。
マメばあ
マメラ女王に仕える侍女で、側近。マリオブラザーズのことを「マリオブラジャーズ」と呼ぶ。後にキノじいと親しくなった。
マメぴよ
マメラ女王に仕えるマメーリア王国の住民。
マメ兵士
マメーリア城の兵士。
コルックとラベール
シャトー・ゲラゴーニュのオーナー。赤いほうが「コルック」で、緑のほうが「ラベール」。タルに閉じ込められており、開放するとマリオブラザーズにハンマーアクションを教える。
シャルゲラの木
ゲラゴーニュの森の守り神。3つの「ゲラッパの実」を揃えると先に進ませてくれる。孫娘もいる。
バッカーラ
シャトー・ゲラゴーニュの初代オーナーにして、「ゲラゲラソーダ」の名誉職人。ゲラゴーニュの森の奥深くで、伝説のソーダ「ゲラネ・コンティ」を1000年間熟成（ダジャレを吹き込む）させ続けてきた伝説の人物。ひょうきん者でダジャレ好き。ジャガイモのようなコスプレをしている。
オヤ・マー博士
コーヒーショップ・スタービーンズカフェのオーナーとして登場。新しいコーヒーを作ったときに現れてコーヒーを飲んでいき、「プチ発明品」と称する物をもらえる。
『マリオ&ルイージRPG 1 DX』の「クッパ軍団RPG」ではスタービーンズカフェの経営の経緯やタイムマシンの製作をしていることが判明する。
クス・ジー
クスアイランドに住む鳥の頭のような生物。意味不明なことを話す。赤にファイア、青にサンダーハンドを使うと暴走して戦闘になる。
ファイアマスター
クスアイランドの神官。マリオに「ファイアハンド」を教える。いい加減な性格。
サンダーマスター
クスアイランドの神官。ルイージに「サンダーハンド」を教える。堅物な性格。
サイコカメック
高地のリトルキノコ地区に住む催眠術師。ルイージに催眠術をかけてマリオの気持ちにさせ、1人で冒険に向かわせる。衣装のデザインは『ファイナルファンタジーシリーズ』の白魔道士に酷似している。
『マリオ&ルイージRPG 1 DX』では登場しておらず、代わりに『マリオ&ルイージRPG3!!!』に登場するDr.コキノに差し替えられている。役割はほぼ同じ。
ジーノ
『スーパーマリオRPG』からの特別出演。同作でマリオと旅をしたジーノ本人ではないが、姿（人形）と口調は同じで、リトルキノコにあるゲームセンターでゲームの解説をしている。
スタッフロールのクレジット表記の最後にはジーノの著作権がスクウェア・エニックスにある旨が記載されている。
『マリオ&ルイージRPG 1 DX』には登場しておらず、ゲーム説明は単なるシステムメッセージとなっている。
ビィンキー
幽霊船ヴィンテージ号にいるコングの骸骨の姿をした乗組員。マリオたちにミニゲームをプレイさせる。後に幽霊船は海に沈没してしまうが、その後リトルキノコのゲームセンターでゲームのキャラクターになっている。
『マリオ&ルイージRPG 1 DX』ではデザインが変更され、普通の人間の骸骨になっている。
ビリー
ヴィンテージ号の乗組員。他の乗組員同様に骸骨になってしまっている。ゲラゲラソーダの飲みすぎで倉庫の壁から出られなくて困っている。
エレンとガントン
ヘラヘラグーンのリラクゼーションルームにいるマッサージ師のクラゲ姉妹。緑のほうが「エレン」で、赤いほうが「ガントン」。パール豆を入手するため、マリオたちにハンドアクションを教える。
パール豆入手後は興奮して寝込んでしまい、店を休業する。
ヤドルフ3世
ヘラヘラグーンにいる大ヤドカリ。派手好きで、クリスマスツリーになった巨大な殻を背負っている。
キャハール
天才ファッションデザイナー。マリオたちに服作りを手伝わせる。厳しい性格で、かなり自意識過剰な一面がある。
ボドール
大富豪で、映画館「ヨッシーシアター」を建設した館長。ヨッシー・ファンクラブの会長。バッカーラの弟で、兄と同様にひょうきん者。ヨッシーが産むタマゴのようなコスプレをしている。態度が悪い付き人に、卵になりぶつけることもあった。
マメディ
「ネオン・タマゴ」について教えてくれる、ヨッシーシアターの建築を担当した建築家。マメーリア城下町一番のインテリの弟だが、ボドールおよびバッカーラの性格に影響されたらしく、ひょうきんなところがある。
ヨッシー
ヨッシーシアターに登場。お腹を空かせているヨッシーに「フルーツ豆」を与えると、「ネオン・タマゴ」を産んでくれる。
マイマイ族
グラゴーニュの森に住む民族。かたつむりのような姿をしており、感情のないような発言のしかたをする。
ゲラロック
ミニゲームの敵。マイマイ族との関連は不明。タコのような口をしている。
ジョジョラ
ジョークエンドを守護していた精霊の子孫の親戚の友達。マリオブラザーズを小馬鹿にしたような部分がある。2人を「ヒゲのおぢさん」と呼ぶ。
キャサリン
他のマリオシリーズにも登場しているオカマの恐竜。物語冒頭で変装してピーチ姫の影武者を担当し、バクダン声になる。しかしその後はどういうわけか声を取り戻し、パーニョの新たな相棒として登場する。今作の彼は（オカマだが）女優を目指しているらしい。
ヘイホー
『マリオ&ルイージRPG 1 DX』の「クッパ軍団RPG」で登場。クールな性格で隊長を務める。敵キャラクターとしては、ウーララなどヘイホーに近い敵が出現するのみで、ヘイホー自体は登場しない。
テレサ
『マリオ&ルイージRPG 1 DX』の「クッパ軍団RPG」では隊長を務める。敵キャラクターとしてはクッパ城に出現する。
ノコノコ
『マリオ&ルイージRPG 1 DX』の「クッパ軍団RPG」では寒いダジャレを言いながら、隊長を務める。敵キャラクターとしては、マメノコなどマメーリア王国のノコノコが登場。
イエロースター
『マリオ&ルイージRPG 1 DX』の「クッパ軍団RPG」で登場。スターヴンから「ハニー」と呼ばれていた。ある条件で仲間になる。ひこうタイプ。

### 敵キャラクター
ゲラゲモーナ
本作の黒幕で最終ボスであるマメーリア王国の魔女。笑い方が「ゲヒャヒャヒャヒャ！」。世界征服の野望を果たすためにスタービーンズを入手しようと企み、スタービーンズを目覚めさせることが可能なピーチの声を奪った。
執念深い性格で、マメラ女王やアハハアハデミーの研究員をモンスターに変えたり、何度出し抜かれても懲りずに上空からマメーリア国を爆撃したりと非道な行いを繰り返す一方で、間の抜けた一面が目立つ。
ゲラクッパ
物語中盤でマリオブラザーズに敗れ、魂だけとなったゲラゲモーナが気絶したクッパに乗り移った姿。クッパの意識は無く、完全にゲラゲモーナが身体を支配しており、その顔つきも以前のゲラゲモーナの顔に変化している（本人は一応女性なのでクッパの体に胸もできている）。
『マリオ&ルイージRPG 1 DX』の「クッパ軍団RPG」では詳細が掘り下げられており、顔は普通のクッパの時と切り替えられるようで、クッパ軍団に乗っ取りを悟られぬよう指示を出し思いのままに利用していた。ただし後述のクリボー隊長には口調が違うことで感づかれ、クッパでないことを見抜かれた。
ゲラコビッツ
ゲラゲモーナの弟子の発明家。自称ゲラゲモーナの一番弟子。語尾に「るるる」とつける。さまざまな装置の開発からゲラゲモーナの作戦の立案まで裏方を一手にこなす。ゲラゲモーナには忠実だが、終盤での戦闘前における話によると、人使いの荒さなどから本心ではよく思っていなかったらしい。
OPと終盤に戦闘となり、終盤でマリオブラザーズに敗れ、ルイージのハンマーで城から吹っ飛ばされた。
『マリオ&ルイージRPG 1 DX』の「クッパ軍団RPG」では最終ボスで登場。『1』では一切明かされなかったが、実はクッパ軍団を洗脳していたことが明らかになった。
パーニョ
マメーリア人の盗人。世界中の宝を入手することが目的。ストーリー中にマリオの前に何度か現れ、計4回バトルをする。語尾に「っちょ」とつけるのが特徴。記憶を失ったクッパをこき使い、クッパもパーニョの影響で「っちょ」を付けるようになる。ゲラゲラソーダの正式名称である「ゲラネ・コンティ」の名を最初に発言したのは彼。マリオのことを「赤」、ルイージのことを「緑」と呼ぶ。クッパとはぐれてしまったために3回戦はソロで戦う。4回戦ではデヘヘバレーでキャサリンを相棒にして戦闘するが、逆にパーニョがこき使われてしまう。敗北後はリトルキノコに飛ばされ、巨大キノコを磨く仕事をしてキノピオにこき使われている。
アハーネ/ウフーネ/ゲラーネ/デヘーネ
ジョジョラの人形が変化して誕生した、巨大な雪だるま（どちらかといえばイエティなどの雪男）の女の子。戦闘前の選択で名前が変化する。
クッパ7人衆
『スーパーマリオブラザーズ3』で初登場したクッパ軍団の7人衆。クッパ城にて、クッパに乗り移ったゲラゲモーナの命令によりマリオたちと戦う。登場順は『スーパーマリオワールド』の時と同じく、イギー、モートン、レミー、ルドウィッグ、ロイ、ウェンディ、ラリーの順に戦うことになる。
原作ではクッパの子供という設定で、個別の台詞は無く、ゲラクッパからは「コクッパ軍団」の総称で呼ばれている。彼らは同じくGBAで本作の4ヶ月前に発売されたリメイク作『スーパーマリオアドバンス4』に引き続いての登場となる。
ただし『マリオ&ルイージRPG 1 DX』では『マリオ&ルイージRPG ペーパーマリオMIX』と同様の設定と姿で登場しており、自らを「クッパ軍団7人衆」の総称で名乗る。本作ではクッパの子供ではなく、『New スーパーマリオブラザーズ Wii』や『マリオカート8』以降の設定に準じて部下という設定になっている。それぞれ個別の台詞やボイスが追加されたほか、攻撃技も追加されている。「クッパ軍団RPG」では彼らもカメジェットに搭乗していたことが明らかになり、墜落後にクッパを探していたが、その際にゲラコビッツに洗脳されてしまったことが明かされている。「クッパ軍団RPG」での登場順はラリー、イギー、ウェンディ、モートン、ロイ、レミー、ルドウィッグの順で、イギーとモートンの順番以外は『スーパーマリオブラザーズ3』と同じ。軍団の幹部という立ち位置であり、当初は軍でも最下位クラスの立ち位置のクリボー隊長を酷く見下していたが、ゲラコビッツに洗脳された自分たちや他の軍団のメンバーたちを救いだしたことで、クリボー隊長のことを認めるようになる（特にルドウィッグとロイはその傾向が顕著）。
なお、ボスを含むすべての敵には行動の癖が必ずあり、それを見ればマリオ・ルイージ・ペーパーマリオのうち誰を狙ってくるかわかる。また、マリオたちが使うブラザーアタックのように、敵も1回の行動で複数回攻撃してくることがある。

## 舞台
本作の舞台はマメーリア王国。この国はキノコ王国の西側にあり、マメ族とウフ族が住むにぎやかな国。
マリオハウス
マリオとルイージの家。ここでは作中で唯一キノピオを操作して進むことになる。奥の風呂場でマリオと遭遇してからは、視点がマリオに切り替わる。
キノコ城
キノコ王国の王城。事件の報せを聞いたマリオたちが駆けつける。キノピオたちが多数おり、中には操作方法や冒険のヒントを教えてくれる者もいる。カメジェットに乗ってマメーリアに発った後は、戻ることはできない。
カメジェット
クッパ軍団の最新兵器。マリオたちがマメーリアに向かう際搭乗する。船内ではノコノコとクリボーが訓練をしており、マリオたちもバトルのチュートリアルをする。マメーリア上空でゲラコビッツに撃墜されるが、後に修復され、ゲラクッパの支配下に置かれているが、ルイージが潜入するイベントの後は登場しなくなる。
星くずが原
キノコ王国との国境地帯。国境にある建物でミニゲーム「コッキョージャンプ」ができる。トゲを2人でジャンプして飛び越えたり、ブラザーアクションを駆使することが要求される。
ウフマウンテン
星くずが原クリア後に訪れる、古代ウフ文明の遺跡や名残がある山。中腹にはウフ村がある。このエリアをクリアするまでアイテム購入ができないので、？ブロックや敵から入手したアイテムを使うタイミングが重要になってくる。
マメーリア城
マメーリアの中心に位置する。地下には下水管が張り巡らされている。城下町はにぎやかで、スタービーンズカフェやファッションハウスなどのショップがある。最初に訪れた時はゲラゲモーナたちの襲撃により、城下町は壊滅されていたが、後に修復され、再びにぎやかな城下町に戻ったが、ゲラクッパによるクッパ城襲来イベントでは再び壊滅させられる。
城周辺フィールド
マメーリア城の周辺にある大草原で、ウフマウンテンやゲラゴーニュの森など多くのマップとつながっている。アクションが増えるたびに開拓していくことになる。
ヨッシーシアター
周辺フィールドにあるヨッシーたちの映画館。中には『メイド イン ワリオ』、『星のカービィ』、『伝説のスタフィー』、そして本作の映画のポスターがあり、エンディングで重要な役割を果たす。
ゲラゴーニュの森
南西部にある薄暗い森。伝説のソーダの原料、「ゲラッパの実」が取れる。
アハハ・アハデミー
南東にある研究所。笑いを科学的に研究しているといわれている。
デヘヘバレー
北部にある、海底が盛り上がってできたという謎に包まれた砂漠地帯。この北側にはリトルキノコがある。東側には幽霊船ヴィンテージ号がある。
リトルキノコ
デヘヘバレーの北側にある、キノピオたちが暮らしているにぎやかな街。キノコ大使館がある。
バクショーいせき
ウフマウンテンの麓にある遺跡。怖ろしいモンスターが住み着いており、このモンスターに襲われると凄惨な目に遭うという噂がある。
マメ熱にかかったマリオを助けるために「クラピコ草」を求めてルイージが単独で向かう。クラピコ草を入手して遺跡から出ると、以降二度と入ることはできなくなる。
クスアイランド
東部の海、クスオーシャンに浮かぶ、神殿がそびえ建つ不思議な島。クス・ジーが住んでいる。ここから南へ進むとミニゲームができる島がある。
ヘラヘラグーン
南東部にある地形。リゾート地にもなっていて、観光客が訪れている。
ジョークエンド
北東部にある氷山。海底から歩いて行くことができないため、海上を移動する手段が必要となる。
クッパ城
ゲラクッパが待ち構える空中に浮かぶ城。突入するには空を飛べるキャラクターを利用する。

## 移植版
| No. | タイトル                                      | 発売日                     | 対応機種        | 開発元           | 発売元 | メディア                            | 型式 | 備考 | 出典              |
| --- | --------------------------------------------- | -------------------------- | --------------- | ---------------- | ------ | ----------------------------------- | ---- | ---- | ----------------- |
| 1   | マリオ&ルイージRPG                            | 2014年4月3日 2014年4月30日 | Wii U           | アルファドリーム | 任天堂 | ダウンロード (バーチャルコンソール) | -    |      | [ 6 ]             |
| 2   | ゲームボーイアドバンス Nintendo Switch Online | 2023年2月9日               | Nintendo Switch | 任天堂           | 任天堂 | ダウンロード                        | -    |      | [ 7 ] [ 8 ] [ 9 ] |

## マリオ&ルイージRPG 1 DX
『マリオ&ルイージRPG 1 DX』（マリオアンドルイージアールピージーワン デラックス、英題: Mario & Luigi: Superstar Saga + Bowser's Minions）は、任天堂より2017年10月5日に発売されたニンテンドー3DS用アクションRPG。シリーズ第1作目『マリオ&ルイージRPG』のリメイク作で、新たな要素も追加されている。

### 追加要素
クッパ軍団RPG
クッパ軍団が行方不明のクッパを探す冒険に出る物語。このモードは本編をある程度進めるとプレイできるようになる。本編では語られなかった裏側を見ることができる。
クリボー、ヘイホー、テレサ、ノコノコのいずれかをリーダーにして最大8人のチームを編成する。仲間は「ひこう」「とつげき」「えんきょり」の3つのタイプに分かれており、「ひこう＞とつげき＞えんきょり＞ひこう」のような3すくみの関係になっている。仲間の組み合わせにより、軍団の能力が上昇する「ボーナススキル」が発生する。また、リーダーは戦闘で専用のアクションを行うことができる。

amiiboへの対応
「クッパ軍団RPG」でクリボー、ノコノコ、テレサのamiiboを読み込むと能力が高めの「金の隊長」が仲間になり、新たなクエストが追加される。また、この3つを含むマリオシリーズのフィギュア型amiiboを読み込むとゲーム内のスタンプ帳にスタンプが押され、本編や「クッパ軍団RPG」で使えるアイテムを入手できる。